# Kein-Verbergen-Theorem
Das Kein-Verbergen-Theorem (englisch No-hiding theorem) besagt, dass Informationen, die ein System durch Dekohärenz verliert, in einen Unterraum der Umgebung verlagert werden. Diese Informationserhaltung ist eine weitreichende Konsequenz der Linearität und Unitarität der Quantenmechanik. Information kann durch keinen bekannten Prozess verschwinden. Dies hat Folgen für das Informationsparadoxon Schwarzer Löcher und jeden Prozess, der dazu neigt, Information zu verlieren. Das No-Hiding-Theorem ist robust gegenüber Unvollkommenheiten im physikalischen Prozess, die ursprüngliche vorhandene Informationen zu zerstören scheinen.
Das Theorem wurde 2007 von Samuel L. Braunstein und Arun K. Pati bewiesen und 2011 mit einem Kernspinresonanz-Gerät experimentell bestätigt. Dabei wurde ein einzelnes Qubit einer vollständigen Randomisierung unterzogen. Sein reiner Zustand wandelte sich in einen zufällig gemischten Zustand. Die verlorene Information stellte man aus den Ancilla-Qubits mit einer lokalen einheitlichen Transformation nur im umgebenden Hilbert-Raum gemäß dem Theorem wieder her. Dies demonstrierte erstmals die Informationserhaltung in einem Quantensystem.

## Formale Aussage
Es sei {\displaystyle |\psi \rangle } ein beliebiger Quantenzustand in einem Hilbert-Raum und es gibt einen physikalischen Prozess der Umwandlung von {\displaystyle |\psi \rangle \langle \psi |\rightarrow \rho } mit {\textstyle \rho =\sum _{k}p_{k}|k\rangle \langle k|}.
Ohne Beschränkung der Allgemeinheit kann die Abbildung als unitär angenommen werden und der Zustand der Umgebung als rein. Wenn der Endzustand {\displaystyle \rho } des Systems unabhängig ist vom Ursprungszustand {\displaystyle |\psi \rangle }, dann hat die Abbildung im erweiterten Hilbert-Raum die Form{\displaystyle |\psi \rangle \otimes |A\rangle \rightarrow \sum _{k}{\sqrt {p_{k}}}|k\rangle \otimes (|q_{k}\rangle \otimes |\psi \rangle \oplus 0),}wobei {\displaystyle |A\rangle } der Ausgangszustand der Umgebung ist und die 
{\displaystyle |q_{k}\rangle } ein Orthonormalsystem im umgebenden Hilbert-Raum bilden und
{\displaystyle \oplus 0} die Tatsache ausdrückt, dass die {\displaystyle \{|q_{k}\rangle \otimes |\psi \rangle \}} nur einen Unterraum des Umgebungshilbertraums aufspannen.
Der Beweis des No-Hiding-Theorems basiert auf der Linearität und der Unitarität der Quantenmechanik. Er benutzt die Schmidt-Zerlegung des reinen und in der Regel verschränkten Zustands von System und Umgebung nach Anwendung der Abbildung. Im Allgemeinen dass die Schmidtbasis (in der Umgebung) immer als {\displaystyle \{|q_{k}\rangle \otimes |\psi \rangle \}} gewählt werden kann folgt daraus, dass der Zustand im System für jeden Input gleich aussehen soll und dass die gesamte Abbildung unitär ist. Die im Endzustand fehlende Originalinformation verbleibt im Unterraum des umgebenden Hilbert-Raums. Zu beachten ist, dass die Ursprungsinformation nicht in Korrelation zwischen dem System und der Umgebung steht. Dies ist die Essenz des No-Hiding-Theorems.
Man kann im Prinzip die verlorenen Informationen aus der Umgebung durch lokale einheitliche Transformationen wiederherstellen, die nur auf den umgebenden Hilbert-Raum einwirken. Das No-Hiding-Theorem liefert neue Einblicke in die Natur der Quanteninformation. Wenn zum Beispiel klassische Informationen aus einem System verschwinden, können sie auf ein anderes System übertragen werden oder in der Korrelation zwischen einem Paar von Bitfolgen verborgen werden. Jedoch, Quanteninformationen können nicht vollständig in Korrelationen zwischen zwei Subsystemen verborgen werden. Die Quantenmechanik erlaubt nur einen Weg, einen beliebigen Quantenzustand vollständig vor einem ihrer Teilsysteme zu verbergen. Wenn er von einem Subsystem verloren geht, wandert er zu anderen Subsystemen.

## Erhaltung der Quanteninformation
Die Naturwissenschaften stützen sich auf Erhaltungssätze. Diese gelten für Erhaltungsgrößen wie Energie, Impuls, Ladung und einige mehr – auch für die Quanteninformation in einem System. Beispielsweise besagt der Energieerhaltungssatz, dass die Summe der Energie in abgeschlossenen Systemen (wie dem Universum) unverändert bleibt. In der klassischen Physik kann Information kopiert und gelöscht werden. In der Quantenphysik dagegen ist die Quanteninformation eine Erhaltungsgröße. Den Umgang mit ihr begrenzen neben dem No-Cloning-Theorem und dem No-deleting-Theorem auch das No-hiding theorem.
Dieses besagt, dass die Wellenfunktion mit allen relevanten Informationen über ein physikalisches System erhalten bleibt, wenn sie sich von einem Hilbertraum zu einem anderen in der unitären zeitlichen Entwicklung bewegt.
Auch die Erhaltung der Entropie in Quantensystemen legt nahe, dass Information erhalten bleibt, da Quantenzustände und gemischte Zustände (als Kombination von Quantenzuständen) während der unitären Entwicklung unverändert bleiben.